# Колосов Анатолій Іванович
Колосов Анатолій Іванович (нар. 4 серпня 1941 — пом. 5 грудня 2018) — український вчений, який зробив вагомий внесок в дослідження нелінійних крайових задач математичної фізики з вільною границею, що дозволило отримати двосторонні наближення до розв'язання ряду задач гідро- та газодинаміки, фізики плазми, теорії хімічних реакцій, тощо; старший науковий співробітник наукового сектора ХІІКБ (на даний час — Харківський національний університет міського господарства імені О. М. Бекетова), референт міжнародного реферативного журналу «Zentralblatt MATH» (Берлін, Німеччина) (1990 р.), доктор фізико-математичних наук (1992 р.), завідувач кафедри вищої математики ХІІКБ (1992 — 2018 рр.), професор кафедри вищої математики ХДАМГ (1994 р.), член докторської ради із захисту дисертацій (1994 р.), заслужений професор ХДАМГ (2002 р.), член спеціалізованої ради із захисту кандидатських і докторських дисертацій при Інституті проблем машинобудування НАН України, голова державної екзаменаційної комісії на кафедрі прикладної математики Харківського технічного університету радіоелектроніки (ХТУРЕ) (2001 р.), член вченої ради ХДАМГ.

## Біографія
- Народився Анатолій Іванович 4 серпня 1941 року в місті Херсоні.
- У 1958 р. закінчив Херсонську середню школу № 6 із золотою медаллю.
- В цьому ж році склав вступні іспити та був зарахований на механіко-математичний факультет Харківського державного університету імені М. Горького (ХНУ ім. В. Н. Каразіна).
- 1963—1964 рр. — інженер у Фізико-технічному інституті низьких температур АН УРСР (м. Харків) у відділі теоретичної фізики.[2]
- 1964—1967 рр. — аспірант механіко-математичного факультету ХДУ ім. М. Горького.
- Із 1967 р. розпочав науково-викладацьку діяльність у Харківському інституті інженерів комунального будівництва (ХІІКБ).
- 1970 р. — асистент кафедри вищої математики ХІІКБ.
- 1972 р. — старший викладач кафедри вищої математики ХІІКБ.
- 1971 р. — присуджений науковий ступінь кандидата фізико-математичних наук.
- 1974 р. — затверджений у вченому званні доцента кафедри вищої математики ХІІКБ.
- 1982 р. — доцент кафедри вищої математики ХІІКБ.
- 1984 р. — старший науковий співробітник наукового сектора ХІІКБ.
- 1990 р. — отримав Почесну грамоту Державного комітету СРСР з народної освіти.
- 1991 р. — нагороджений Почесною грамотою Міністерства вищої і середньої спеціальної освіти.
- 1992 р. — присуджений науковий ступінь доктора фізико-математичних наук, обраний на посаду професора кафедри вищої математики, призначений завідувачем кафедри вищої математики ХІІМГ.
- 1994 р. — присвоєно вчене звання професора кафедри вищої математики ХДАМГ.
- 2002 р. — присвоєно почесне звання «Заслужений професор ХДАМГ».
- 2017 р. — отримав Почесну грамоту Кабінету Міністрів України.

## Педагогічна діяльність
Після закінчення аспірантури Харківського університету імені М. Горького (ХНУ ім. В. Каразіна) у 1967 році Анатолій Іванович був направлений до Харківського інституту інженерів комунального будівництва (ХНУМГ ім. О. М. Бекетова) на кафедру вищої математики, де працював до 2018 року. За ці роки він пройшов шлях від асистента до завідувача кафедри.
Із 1971 р. А. І. Колосов працював керівником предметної комісії з математики на вступних іспитах до ХІІКБ, керував методичним семінаром кафедри вищої математики, постійно консультував з питань математики студентів, аспірантів та наукових співробітників. Приділяючи велику увагу підготовці кадрів високої кваліфікації, Анатолій Іванович із 1994 року викладає курси «Вища математика» та «Дискретна математика» в ХНАМГ (нині — ХНУМГ ім. О. М. Бекетова). Декілька років вів у муніципальному ліцеї при ХНАМГ факультативний курс «Дискретна математика». Як штатний професор кафедри вищої математики ХНАМГ читав лекції, здійснював курсове та дипломне проектування, підготовку бакалаврів, магістрів та аспірантів. Ним розроблені навчальні плани, курси лекцій та навчальні посібники для таких базових курсів як: «Вища математика», «Дискретна математика», які вивчають студенти всіх факультетів.
За роки викладацької роботи А. І. Колосовим було підготовлено та надруковано майже 50 навчально-методичних видань. Кожного року під його керівництвом студенти готували доповіді до участі у всеукраїнських студентських олімпіадах, наукових конференціях, які присвячені актуальним темам у галузі математики, публікували статті та тези доповідей в збірниках праць нашого університету.

## Наукова діяльність
Тематика наукових інтересів Анатолія Івановича Колосова відноситься до галузі дослідження нелінійних крайових задач на незакріпленому відрізку для звичайних диференціальних рівнянь математичної фізики, нелінійних операторних рівнянь в напівупорядкованих просторах.
У 1934 році видатним італійським і американським фізиком, нобелівським лауреатом Енріко Фермі і англійським фізиком Джоном Томасом була сформульована нелінійна крайова задача на незакріпленому відрізку, в тому числі і на півосі, згодом відома як задача Томаса-Фермі із статичної теорії атома. Ця задача не має точного аналітичного рішення. Наближене рішення задачі отримано рядом фізиків і математиків. Першим був сам Енріко Фермі.
У 1968 році А. І. Колосов отримав остаточне рішення цієї проблеми, побудувавши двосторонні наближення з будь-яким ступенем точності, що сходяться по нормі до єдиного рішення задачі Томаса-Фермі.
Досягти цього вдалося завдяки запропонованому А. І. Колосовим методу розв'язання крайових задач на незакріпленому відрізку, названому методом подвійного відображення. Метод заснований на переході від крайової задачі до еквівалентного їй нелінійного інтегрального рівняння у напіввпорядкованому просторі з конусом. Подібні нелінійні операторні рівняння досліджувалися школою відомого математика професора М. А. Красносельського.
У 1971 році А. І. Колосов захистив дисертацію «Монотонні рішення сингулярної крайової задачі на півосі для нелінійного звичайного диференціального рівняння другого порядку» на ступінь кандидата фізико-математичних наук.
А. І. Колосов вперше побудував двосторонні наближення для вирішення завдань Фокнера-Скєн, Больцмана-Пуассона і інших задач.
Колосов А. І. займався дослідженням нелінійних операторних рівнянь у напіввпорядкованих просторах з конусом. Їм встановлено, що деякі основні результати М. А. Красносельського для увігнутих монотонних операторів можуть бути перенесені на нелінійні псевдовогнуті гетеротонні оператори, введені до розгляду професором В. І. Опойцевим. Досягається це шляхом побудови двох вкладених просторів. Результат цієї роботи був опублікований в 1986 році в Сибірському математичному журналі, в статті «Про один клас рівнянь з операторами, що володіють властивостями угнутості».
Всі зазначені результати досліджень лягли в основу докторської дисертації Нелінійні крайові задачі з вільними межами для звичайних диференціальних рівнянь математичної фізики (укр.). Архів оригіналу за 7 лютого 2019. Процитовано 6 лютого 2019., захищеної А. І. Колосовим в 1991 році в Інституті прикладної математики ім. М. В. Келдиша АН СРСР (ІПМ РАН, м. Москва).
Із 1992 по 2018 рр. А. І. Колосов завідував кафедрою вищої математики Харківського національного університету міського господарства імені А. Н. Бекетова, де очолював науково-дослідницьку роботу за темою «Дослідження сучасних проблем математики та їх застосувань», багато часу приділяв науково-педагогічній діяльності, був керівником аспірантської підготовки. У 1998 році його аспірант В. Є. Путятін в Саутгемптонському університеті (Велика Британія) захистив дисертацію на здобуття наукового ступеня доктора філософії. Вчений підтримував наукові зв'язки з Інститутом прикладної математики ім. М. В. Келдиша АН СРСР (ІПМ РАН, Москва) (РФ), Латвійським університетом імені П. Стучки (Рига, Латвія), іншими науковими центрами України і зарубіжжя.
А. І. Колосов вів активну наукову діяльність і брав участь у багатьох національних і міжнародних наукових конференціях і симпозіумах (Білорусь, Латвія, Польща).

### Публікації
Колосов А. І. — автор та співавтор понад 100 наукових праць, а саме:
- навчальних посібників — 7;
- навчально-методичних видань та конспектів лекцій — 50;
- монографій — 4;
- понад 60 наукових статей та тез доповідей[4].